# Бачин (Суський повіт)
Бачин (пол. Baczyn) — село в Польщі, у гміні Будзув Суського повіту Малопольського воєводства.
Населення — 925 осіб (2011).

## Історія
У 1975-1998 роках село належало до Бельського воєводства, підпорядковувалося районній адміністрації у Вадовицях.

## Демографія
Демографічна структура станом на 31 березня 2011 року:
|          | Загалом | Допрацездатний вік | Працездатний вік | Постпрацездатний вік |
| -------- | ------- | ------------------ | ---------------- | -------------------- |
| Чоловіки | 476     | 130                | 303              | 43                   |
| Жінки    | 449     | 109                | 247              | 93                   |
| Разом    | 925     | 239                | 550              | 136                  |